# 味可美

味可美的產品

味可美（McCormick & Company），又譯味好美，是美國一家食品公司，總部位於馬里蘭州亨特谷，主要生產各種調味料，它是財富美國1000強之一。

## 歷史
W·M·麥考密克（Willoughby M. McCormick，1864–1932）在1889年於巴爾的摩開始經商，挨家挨戶推銷調味料和各種飲料。7年後，他收購了一家叫做“F.G. Emmett Spice Company”的公司。1903年該公司在緬因州上市。1915年又在馬里蘭州上市。